# Baren
O Baren (馬連、馬楝) é uma ferramenta manual de impressão própria da  xilogravura japonesa. Com formato circular e fabricação tradicional artesanal, o baren é utilizado para transferir a tinta depositada na matriz de impressão para o papel por meio de pressão e atrito.

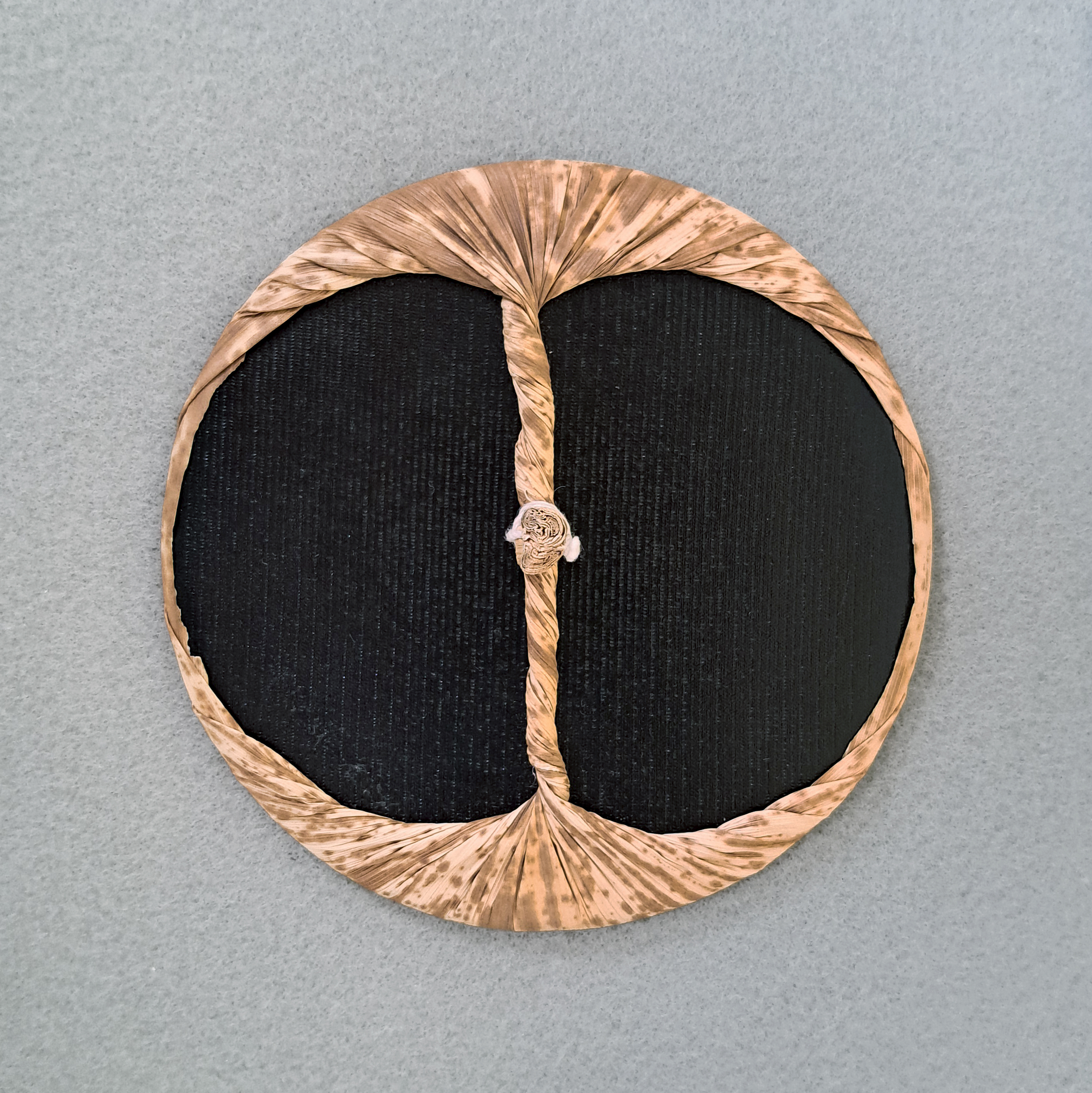

## Composição
O baren tradicional, conhecido como hon-baren, é constituído por três partes: shin, um cordão de fibras de folha de bambu traçadas; ategawa, uma capa formada por várias camadas de papel japonês que servem para dar suporte ao shin; e a kawa, uma folha de bambu que é usada para revestir o shin e o ategawa.
Contudo, em virtude da atual escassez de fabricantes japoneses do hon-baren, soluções mais recentes de construção da ferramenta, como o baren de plástico ou de esferas de metal, são opções mais acessíveis e requerem menos manutenção em relação ao modelo tradicional.